# Думбревіца (Біхор)
Думбревіца (рум. Dumbrăvița) — село у повіті Біхор в Румунії. Входить до складу комуни Холод.
Село розташоване на відстані 403 км на північний захід від Бухареста, 35 км на південний схід від Ораді, 110 км на захід від Клуж-Напоки, 135 км на північний схід від Тімішоари.

## Населення
За даними перепису населення 2002 року у селі проживали 268 осіб, усі — румуни. Усі жителі села рідною мовою назвали румунську.